# Montbordó
El Montbordó és una muntanya de 786 metres que es troba al municipi de Viver i Serrateix, a la comarca catalana del Berguedà.
Al cim podem trobar-hi un vèrtex geodèsic (referència 280098001).